# (4044) Erikhøg
(4044) Erikhøg, désignation internationale (4044) Erikhog, est un astéroïde de la ceinture principale.

## Description
(4044) Erikhøg est un astéroïde de la ceinture principale. Il fut découvert le 16 octobre 1977 à l'Observatoire Palomar par Cornelis Johannes van Houten, Ingrid van Houten-Groeneveld et Tom Gehrels. Il présente une orbite caractérisée par un demi-grand axe de 3,04 UA, une excentricité de 0,09 et une inclinaison de 10,7° par rapport à l'écliptique.

## Compléments